# Facundo Ferreyra
Facundo Ferreyra (Lomas de Zamora, 14 maart 1991) is een Argentijns voetballer die doorgaans als aanvaller speelt. Hij verruilde Sjachtar Donetsk in juli 2018 transfervrij voor Benfica.

## Clubcarrière
Ferreyra komt uit de jeugdacademie van Banfield. Na vier seizoenen bij Banfield werd hij in juli 2012 verkocht aan Vélez Sársfield, dat twee miljoen euro betaalde voor hem. Bij Banfield scoorde hij 15 keer in 58 wedstrijden. Voor aanvang van het seizoen 2013/14 tekende hij bij Sjachtar Donetsk.
In het seizoen 2014/15 werd Ferreyra verhuurd aan Newcastle United, maar hij kwam niet eenmaal in actie voor de Engelse club.

## Interlandcarrière
Ferreyra speelde twaalf interlands voor Argentinië –20, waarin hij vijfmaal scoorde.

## Trivia
- Ferreyra bezit ook de Italiaanse nationaliteit.

1 García ·
3 Gómez  ·
4 Kumbulla ·
5 Calero ·
6 Cabrera ·
7 Puado ·
8 Expósito ·
9 Véliz ·
10 Lozano ·
11 Milla ·
12 Tejero ·
13 Pacheco ·
14 Oliván ·
15 Gragera ·
16 Cheddira ·
17 Carreras ·
18 Aguado ·
19 Sánchez ·
20 Král ·
22 Romero ·
23 El Hilali ·
24 Cardona ·
31 Roca ·
33 Fortuño ·
37 Ünüvar ·
Coach: González